# Anisoplia koenigi
Anisoplia koenigi är en skalbaggsart som beskrevs av Edmund Reitter 1895. Anisoplia koenigi ingår i släktet Anisoplia och familjen Rutelidae. Inga underarter finns listade i Catalogue of Life.